# Sciara sclerocerci
Sciara sclerocerci är en tvåvingeart som beskrevs av Yang, Zhang och Yang 1993. Sciara sclerocerci ingår i släktet Sciara och familjen sorgmyggor.
Artens utbredningsområde är Guizhou (Kina). Inga underarter finns listade i Catalogue of Life.